# 栃木県体育館

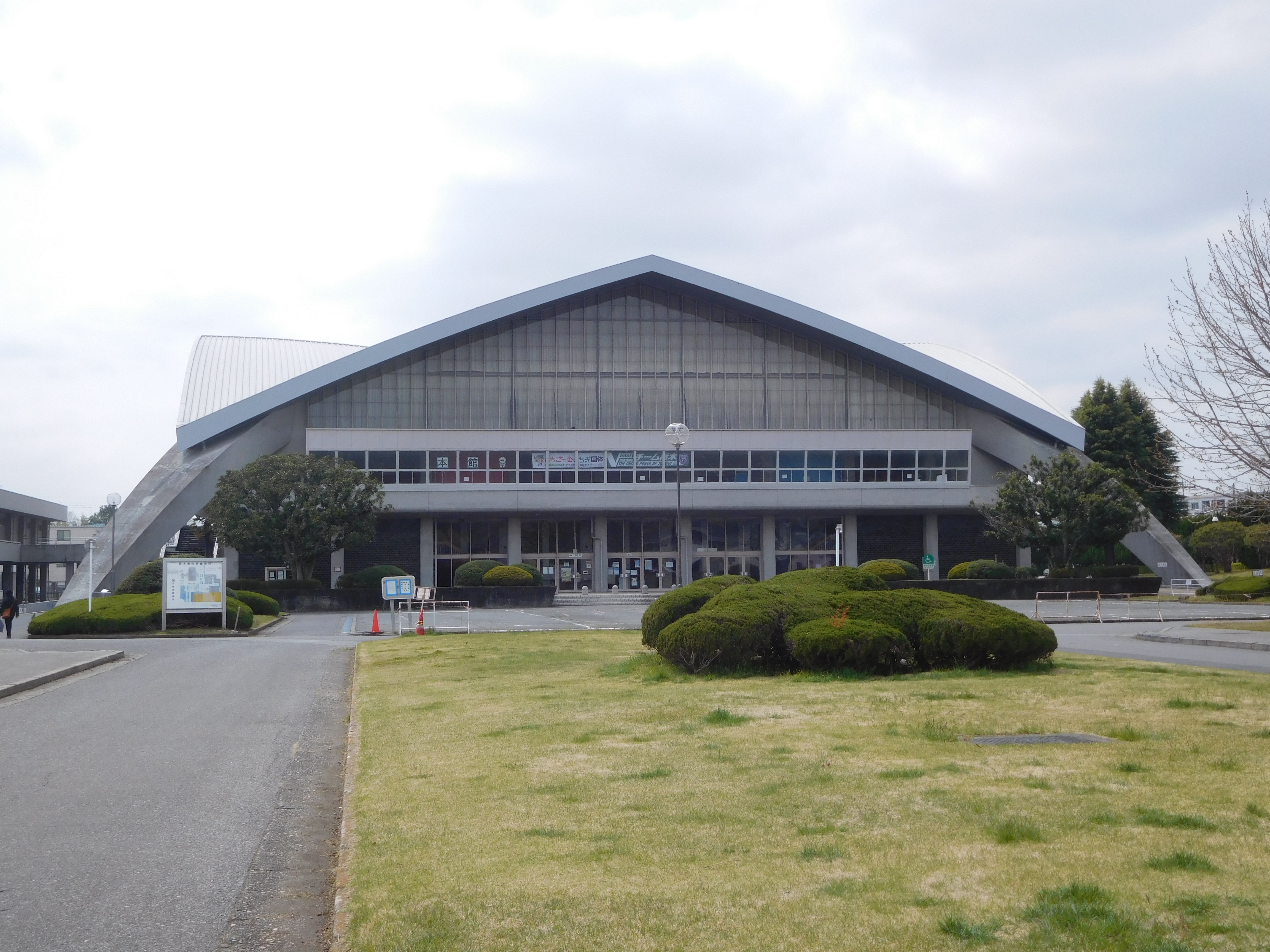
栃木県体育館本館

栃木県体育館（とちぎけんたいいくかん）は、栃木県宇都宮市中戸祭1丁目に所在した体育館である。1965年に本館が落成した。

## 概要
県民スポーツの普及推進と県民文化の一躍を担い、健康で明るくたくましい県民の育成に寄与することをねらいとして設置された。第35回国民体育大会（栃の葉国体）の会場となったほか、コンサート、プロレス興行、私立高等学校の卒業式の会場としても利用された。
建物の老朽化にくわえ、新体育館（日環アリーナ栃木）が西川田の栃木県総合運動公園周辺の総合スポーツゾーンに建設されるため、総合スポーツゾーン供用開始に合わせて2019年秋から段階的に閉鎖され、2021年3月31日をもって閉館した。閉館直前の年間利用者数は約20万人であった。
跡地の敷地面積は約3万4千平方メートルである。栃木県警は宇都宮中央警察署の移転を要望していた。しかし、県では栃木県立美術館と栃木県立図書館、栃木県立文書館の移転を検討している。

## 施設概要

### 本館
- 37.20m×48.30m
- 1,796.76m2
- 観客席：1,920席
- バレーボール2面
- ソフトバレーボール10面
- バスケットボール2面
- バドミントン10面
- 卓球30面
- バウンドテニス10面

### 別館
- 14.00m×32.70m
- 457.8m2
- 卓球10面

### プール館
- 1,920.70m2

#### 大プール
- 25.00m×16.00m（7コース）
- 水深：1.15mから1.30m
- （公財）日本水泳連盟公認

#### 小プール
- 15.00m×10.00m
- 水深：0.70mから0.80m

### 武道館
- 2,092.23m2
- 観客席：400席
- 柔剣道4面

### 弓道場
- 近的場：251.90m2
- 遠的場：211.41m2